# WikiWarMonitor
WikiWarMonitor là một trang web chuyên giải quyết các cuộc chiến sửa đổi trên Wikipedia. WikiWarMonitor do một nhóm các nhà nghiên cứu đến từ Viện Internet Oxford, Đại học Rutgers và Đại học Trung Âu vận hành.
WikiWarMonitor là một phần của dự án có tên là ICTeCollective (viết tắt của từ Harnessing ICT-enabled Collective Social Behaviour) và được sự hỗ trợ bởi Ủy ban châu Âu, CORDIS FP7 (Seventh Framework Programme), công nghệ thông tin và truyền thông (hoặc ICT), và Future and Emerging Technologies Open Scheme (FET-Open).
Theo CORDIS, mục tiêu của nghiên cứu ICT trong khuôn khổ chương trình Seventh Framework Programme của EU (mà ICTeCollective và WikiWarMonitor thuộc một phần trong đó) nhằm "cải thiện khả năng cạnh tranh của ngành công nghiệp châu Âu – cũng như cho phép châu Âu nắm vững và định hình sự phát triển trong tương lai của các công nghệ này để đáp ứng các nhu cầu của xã hội và nền kinh tế châu lục này".
WikiWarMonitor công bố danh sách 100 bài báo gây tranh cãi nhất trên Wikipedia bằng 13 ngôn ngữ khác nhau bằng cách sử dụng một thuật toán đặc biệt. Một trong những phát hiện của nó là các xung đột biên tập khác nhau tùy theo ngôn ngữ và là vô tận khi nói đến các thuật ngữ phân cực như 'đồng tính luyến ái', hoặc các cá nhân như cựu Tổng thống Mỹ George W. Bush.